# Veldboeket-serie
De Veldboeket-serie is een serie leesboekjes voor het rooms-katholieke basisonderwijs in Nederland, geschreven door Henri Arnoldus en Carel Beke en uitgegeven door Stenvert te Apeldoorn tussen 1956 tot 1979. Arnoldus en Beke schreven de verhalen die in deze serie zijn verschenen afzonderlijk van elkaar. Arnoldus schreef vooral voor de leeftijdscategorie van 6-10 jaar, Beke voor de iets oudere kinderen (10-12 jaar).
De reeks is onderverdeeld in drie subseries, aangeduid met de letters A, B en C. Daarnaast zijn er titels verschenen zonder letteraanduiding. 
De meeste verhalen zijn geïllustreerd door Piet Deunhouwer en Carol Voges.

## Titels

### Zonder letteraanduiding
1. Zeven in één klap (Arnoldus)
2. Het Gouden Sleuteltje (Arnoldus)
3. Hans en Huppel (Arnoldus)
4. Zo'n Wildebras (Beke)
5. De schat van Heintje Tor (Beke)
6. Kaspar de Zwarte Koning (Beke)

### A-serie
1. Tim en Tom (Arnoldus)
2. Oela-Boela komt terug (Arnoldus)
3. Tobi de vissersjongen (Arnoldus)
4. De held van de Hoge Toren (Beke)
5. Caravan in de Sneeuw (Beke)
6. Windkracht Elf (Beke)

### B-serie
1. Tim en Tom in het Bos (Arnoldus)
2. Koko de Grote Tovenaar (Arnoldus)
3. Joeko uit het land van de zon (Arnoldus)
4. De Zevenster (Beke)
5. Het Raadsel van de Bizzekist (Beke)
6. De Wereldreis van Hans en Els (Beke)

### C-serie
1. Puk en Pim (Arnoldus)
2. Koko op Reis naar de Maan (Arnoldus)
3. Ciska en Leike van het circus (Arnoldus)
4. De Avonturen van Robbie en Lewietje (Beke)
5. De vrolijke rakkers (Beke)
6. Stalen Bart (Beke)